# 3238 Timresovia
3238 Timresovia (1975 VB9) là một tiểu hành tinh vành đai chính được phát hiện ngày 8 tháng 11 năm 1975 bởi N. Chernykh ở Nauchnyj. Nó được đặt theo tên Nikolay Timofeev-Ressovsky.